# Desonida
Desonida é um fármaco utilizado como corticosteróide tópico.